# 竹北交流道
竹北交流道為臺灣國道一號的交流道，位於臺灣新竹縣竹北市，指標為91k，與湖口交流道同為新竹縣的主要聯外交流道。
|        | 91 竹北 |        | 芎林 竹北 |
| 高鐵站 | 91 竹北 |        |           |
| 六福村 | 91 竹北 |        |           |
| 北上   | 91 竹北 | 小叮噹 |           |

## 鄰近公路系統
- 縣道120號（光明六路）
- 台1線（中華路）

## 周邊設施
- 高鐵新竹站
- 新竹縣政府
- 遠東百貨竹北店
- 家樂福竹北店

## 後續計畫

### 竹北交流道改善計畫
竹北交流道為竹北市進出門戶，為交通樞紐；竹北交流道為鑽石型交流道，僅以光明六路為連絡道，尖峰時段龐大交通量，讓光明六路道路容量早已無法負荷，交通瓶頸始終無法解決，高公局提出環道或半直接式匝道銜接的改善計畫，新竹縣政府則提出光明六路車行地下道計畫，兩案已獲行政院核復「同意照辦」，讓兩工程同步執行。國工局（已併入高公局）目前辦理規劃設計委託技術服務評選作業，決標後即可立即展開設計作業。
為此，高公局研擬竹北交流道改善計畫，取消需停等的左轉匝道，改以環道或半直接式匝道銜接；右轉匝道則配合調整平面線形位置，採取立體分隔方式，以改善交流道運轉率。預估需要經費21.25億元。新竹縣政府則提出光明六路車行地下道計畫，設置雙向雙車道的車行地下道，搭配優化鄰近交流道號誌化路口，以提昇光明六路交通運轉率。預估需要經費13.85億元。
這兩項計畫都已預留未來五楊高架及輕軌的延伸空間，不會發生衝突。同時也強調，這兩項工程務必一併施工及完工通車，以免拉長交通黑暗期，也才能發揮整體交通運轉成效；但因光明六路屬於地方道路，須請縣府早日確定車行地下道財源，以利建設計畫報核，未來也可簽訂代辦協議，一併規劃施工。